# Lilian Marijnissen

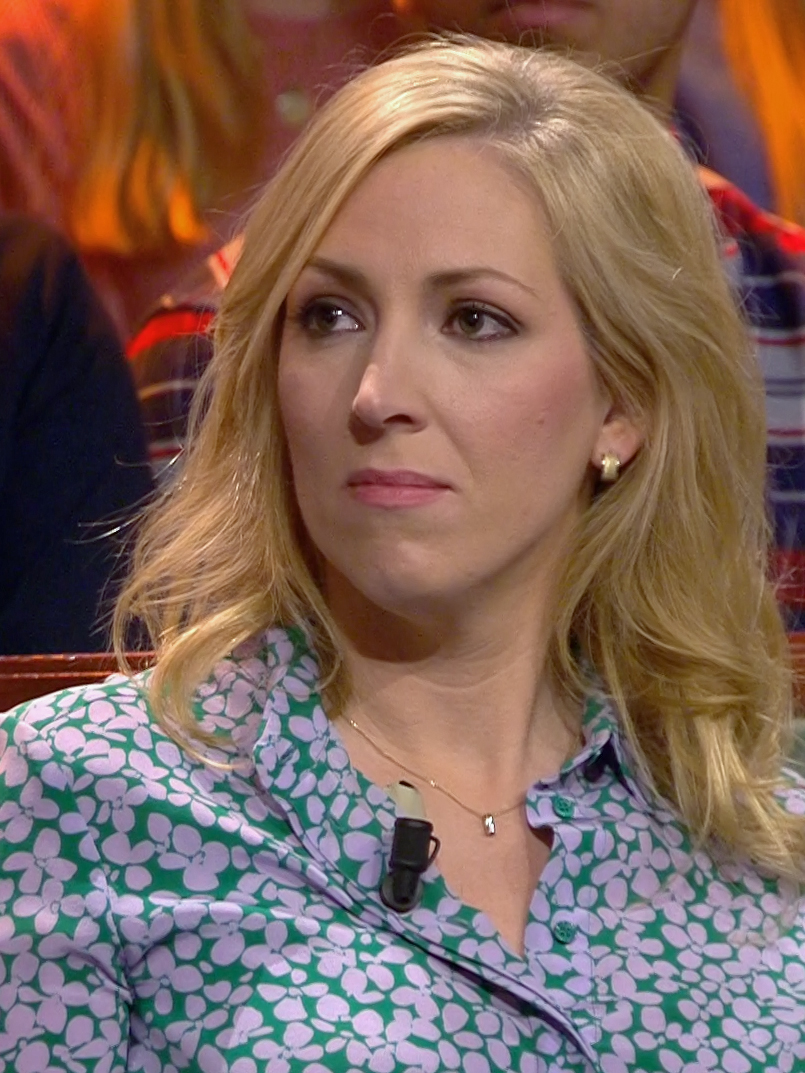
Lilian Marijnissen (2018)

Lilian M. C. Marijnissen (* 11. Juli 1985 in Oss) ist eine niederländische Politikerin der Socialistische Partij (SP).

## Leben
Marijnissen studierte Politikwissenschaften an der Radboud-Universität Nijmegen und an der Universität von Amsterdam. Sie arbeitete bei der Gewerkschaft Abvakabo FNV. Von 2003 bis 2016 war sie Mitglied im Stadtrat von Oss. Seit dem 23. März 2017 ist Marijnissen Abgeordnete in der Zweiten Kammer der Generalstaaten.
Seit dem 13. Dezember 2017 ist sie sowohl Fraktionsvorsitzende als auch politische Führerin, als Nachfolgerin von Emile Roemer.
Ihr Vater ist der ehemalige SP-Parteiführer Jan Marijnissen.